# Harold Houston
Harold Houston, född 23 mars 1990, är en friidrottare från Bermuda. Han deltog vid olympiska sommarspelen 2016.